# Zaidpur
Zaidpur är en ort i Indien.   Den ligger i distriktet Bāra Banki och delstaten Uttar Pradesh, i den centrala delen av landet, 500 km sydost om huvudstaden New Delhi. Zaidpur ligger 121 meter över havet och antalet invånare är 33 397.
Terrängen runt Zaidpur är mycket platt. Runt Zaidpur är det tätbefolkat, med 735 invånare per kvadratkilometer. Närmaste större samhälle är Nawabganj, 17,1 km nordväst om Zaidpur. Trakten runt Zaidpur består till största delen av jordbruksmark.